# Soziales Verhalten in Japan
Dieser Artikel wurde auf der Qualitätssicherungsseite des Portals Soziologie eingetragen. Dies geschieht, um die Qualität der Artikel aus dem Themengebiet Soziologie auf ein akzeptables Niveau zu bringen. Hilf mit, die inhaltlichen Mängel dieses Artikels zu beseitigen, und beteilige dich an der Diskussion. (Artikel eintragen)
Das soziale Verhalten in Japan von Japanern untereinander einerseits und im Kontakt mit Gaikokujin (japanisch 外国人, dt. mit Ausländern; kurz, etwas weniger höflich: Gaijin) andererseits unterscheidet sich in vielen Punkten von westlichen Ländern, aber auch von asiatischen Nachbarländern. Das rührt teilweise daher, dass Japan ein Inselstaat ist, und dass er bis zum Beginn der Meiji-Restauration mehr oder weniger isoliert war. Dadurch entwickelten die Japaner ein ausgeprägtes Bewusstsein für ihre Einzigartigkeit. Diese Auffassung fand ihren Ausdruck in den Nihonjinron.

## Sprache
Die japanische Sprache kennt vielfältige sprachliche Mittel, die soziale Stellung und das Verhältnis der Gesprächsteilnehmer zueinander differenziert auszudrücken.
Hierzu bedient man sich des Keigo (敬語, „Höflichkeitssprache“), das auf den konfuzianischen Hierarchievorstellungen basiert, die der Sprecher abhängig vom Kontext auswählt. Dabei werden die Sprechrichtung, die soziale Stellung des Gesprächspartners oder einer Person, über die gesprochen wird, und die Gruppenzugehörigkeit berücksichtigt. Mithilfe der Höflichkeitssprache lässt sich beispielsweise zum Ausdruck bringen, dass der Sprecher seine soziale Position als höher oder geringer erachtet als die seines Gesprächspartners.
Um zum Ausdruck zu bringen, dass man jemanden als höher gestellt betrachtet, verwendet man die Respektsform (Sonkeigo, 尊敬語). Um hingegen dadurch zum Ausdruck zu bringen, dass man jemanden als höher gestellt betrachtet, indem man sich selbst unterordnet, verwendet man die Bescheidenheitsform (Kenjōgo). In beiden Fällen wird zum Ausdruck gebracht, dass eine andere Person höher gestellt ist, jedoch auf zwei unterschiedliche Weisen: indem die andere Person direkt als höherrangig angesprochen wird oder, indem man sich unterordnet. Im Deutschen nachgebildet entspricht dies etwa folgenden Beispielen: „Nur Sie als Chef können das entscheiden“ oder „Ich als Angestellter kann dies keinesfalls entscheiden“. Die Formen unterscheiden sich in der Betrachtungsrichtung. Daneben gibt es eine dritte allgemeine Form, das Teineigo.
Keigo ist damit deutlich komplexer als die Unterscheidung zwischen „Du“ und „Sie“ in der Deutschen Sprache und stellt daher eine große Hürde beim Erlernen der gehobenen japanischen Sprache dar. Keigo spielt vor allem im Geschäftsleben eine Rolle.
Das Japanische kennt zusätzlich zur neutral-höflichen Anrede -san (さん) eine Vielzahl von Anreden, die im jeweiligen Kontext die soziale oder berufliche Stellung, Gruppenzugehörigkeit und Vertrautheit oder Distanz ausdrücken können. Das Japanische besitzt außerdem, aufgrund der differenzierten Höflichkeitssprache, viele Varianten von Personalpronomen mit denen ebenfalls soziale Zusammenhänge transportiert werden können.
Zudem hat sich die Konnotation ursprünglich höflich verwendeter Wörter in der Geschichte der Sprache ins Negative gewandelt. Unhöflich geworden sind beispielsweise:
- kimi (君) ursprünglich Bezeichnung für den Tennō (大君 ookimi) in der Edo-Periode, jetzt Ausdruck für „du“ in der Männersprache[3]
- omae (お前) (ehrenhaftes Gegenüber) früher „Sie“, jetzt „he du!“ (Ausruf, unhöflich) oder im vertrauten Zusammenhang ein einfaches „du“ (ebenfalls Männersprache)[4]
- kisama (貴様) (Ehrenwerter hochverehrter [Herr]) bedeutet in heutiger Verwendung ironischerweise „du Arschloch“

### Höflichkeit und Kritik
Im Gespräch wird meist darauf geachtet, dass alle Beteiligten ihr Gesicht wahren. Kritik wird daher eher indirekt angedeutet oder in einem „vertraulichen“ Rahmen (z. B. beim gemeinsamen Trinken) angebracht.
Auch die Ablehnung einer Bitte wird meist indirekt formuliert, zum Beispiel durch Zögern oder Hinweise auf Probleme. Umgekehrt werden auch Bitten gern indirekt formuliert, damit der Gegenüber nicht in die Verlegenheit kommt, „direkt“ ablehnen zu müssen. Eine Ablehnung wird üblicherweise über das Wort chigau (違う, [es ist] anders, Wörterbuchform) bzw. chigaimasu (違います, [es ist] anders, normalhöfliche Form) ausgedrückt und das Wort iie (いいえ, nein) wird fast nur für die Beantwortung von ja/nein-Fragen verwendet.
Umgekehrt bedeutet ein „Ja“ (hai, はい) nicht unbedingt inhaltliche Zustimmung: Die japanische Etikette verlangt, dass man dem Sprecher durch wiederholtes Ja Aufmerksamkeit zusichert. Allerdings ist ein „Jaja“ (はいはい haihai) verpönt und gilt als unhöflich. Selbst ein hai, so desu („Ja, so ist es“) eines Untergebenen einem Höhergestellten gegenüber muss nicht heißen, dass der Sprecher tatsächlich aus vollem Herzen zustimmt, vielleicht möchte er auch in der Öffentlichkeit den Chef nicht bloßstellen. Unter Gleichgestellten wird auch nur n (ん) oder un (うん) verwendet.

### Humor
Lachen gehört in den privaten Bereich und wird deshalb in der Öffentlichkeit nicht so gerne gesehen. Japanische Witze sind oft Wortspiele, die sich auf Grund der homophonen Struktur der japanischen Sprache sehr oft ergeben.

## Zwischenmenschliches

### Geschenke
Geschenke werden manchmal nicht in der Gegenwart des Schenkenden ausgepackt, um beiden Seiten einen Gesichtsverlust bei Überraschung und Enttäuschung zu ersparen. Ein Geschenk verlangt ein Gegengeschenk, das allerdings – aus logischen Gründen – von geringerem Wert sein sollte. Ausnahmen bilden Dankesgeschenke, hier ist die Gegenleistung ja schon erbracht worden.
Beim Schenken achten Japaner auf folgende Tabus. Nicht angebracht sind:
- Vier Gegenstände: die Ziffer „vier“ (四 shi) ist gleichlautend mit dem Wort „Tod“ (死 shi)
- Weiße Taschentücher weisen auf Trauer hin
- Weiße Blumen gibt es nur für Beerdigungen
- Scheren und Messer weisen auf Trennung der Bande hin
- Gegenstände, die das kaiserliche Wappen enthalten
- Abbildungen mit Füchsen, die für Hinterhältigkeit stehen
- Gelbe Taschentücher und ähnliches weisen auf Verrat hin

Bei Geschenken ist die Verpackung oft genau so wichtig wie der Inhalt. Aus diesem Grund haben die Japaner auch die Kunst des Verpackens auf einem hohen Niveau entwickelt. Ein schönes Beispiel hierfür sind japanische Tücher, Furoshiki.

### Begrüßung
Händeschütteln ist in Japan unüblich. Stattdessen verlangt die Etikette eine – dem Rang des Gegenüber angemessene – Verbeugung. Beim Verbeugen muss der Rücken gestreckt sein. Der Rangniedere muss der Waagerechten (dem rechten Winkel) näher kommen und länger in der Verbeugung verharren. Junge Japaner werden dem Europäer allerdings möglicherweise das Händeschütteln anbieten. Insbesondere westlichen Ausländern gegenüber gibt es auch die Kombination Verbeugen und gleichzeitig Händeschütteln.

Grundregeln der Verbeugung:
- Jüngere vor dem Älteren
- Frauen vor den Männern
- Schüler vor Lehrern
- Gastgeber vor Gästen
- Verkäufer vor Käufern (Käufer verbeugen sich gar nicht, bestenfalls nicken sie)
- Schuldner vor Gläubigern

Eine 5°-Verbeugung ist für neutrale Handlungen;
eine 15°-Verbeugung ist für die höflichere Handlung;
eine 30°-Verbeugung ist für eine Bitte oder tiefste Entschuldigung.
Außerdem ist ein direkter Blickkontakt zu vermeiden, da dieser von Japanern als unhöfliches Starren empfunden wird.

### Gefühle
Tiefere Gefühle zeigt man in Japan selten. Vor allem „negative“ wie Zorn, Trauer und Enttäuschung werden traditionell je nach Alter oft nur den Eltern, dem besten Freund/der besten Freundin oder dem Ehepartner offenbart. Für Europäer ungewohnt kann das Lachen eines Gesprächspartners sein, dem man z. B. erregt von widerfahrener Ungerechtigkeit erzählt.
Lächeln kaschiert oft Schmerz und will dem Gegenüber Mitleid und eine gewisse Verpflichtung zur Hilfestellung ersparen.
Hara (腹 / 肚 ‚Bauch‘) – davon leitet sich fälschlicherweise Harakiri ab – ist der Männersprache zugeordnet und kann so viel wie Bauch, Geist oder Seele bedeuten. Frauen verwenden den Begriff Kokoro (心 ‚Herz‘) oder o-naka (お腹 ‚Bauch‘).
Tatemae (建前 ‚Fassade‘) ist das Gegenstück zu Honne und bezeichnet die öffentliche Haltung, die gezeigt wird, um die Harmonie zu wahren. Dies bedeutet oft einen Widerspruch zur Wahrheit oder den tatsächlichen Verhältnissen und eine Diskrepanz zwischen Denken und Sprechen. Honne ist das Gegenstück zu Tatemae und bezieht sich auf die wahre Absicht, die man verschweigt, um die Harmonie zu wahren.

### Verhalten bei Mahlzeiten
Japanische Essstäbchen (Hashi 箸) unterscheiden sich von den chinesischen vor allem darin, dass sie spitz zulaufen und oft kürzer sind. Ein Fauxpas wäre es, die Stäbchen senkrecht in den Reis zu stecken, da eine solche Anordnung den Räucherstäbchen im Reis für Verstorbene vorbehalten ist. Nie reicht man in Japan Speise von Essstäbchen zu Essstäbchen. (Von Stäbchen zu Stäbchen werden nach der üblichen Feuerbestattung die Knochen des/der Verstorbenen bewegt). In Japan wird das Essen oft auf Tellern serviert, von denen sich jeder selbst etwas nimmt. Sind keine zusätzlichen Stäbchen vorhanden, so sollte man seine eigenen umdrehen und die Kehrseite der Stäbchen verwenden (öffentliche Seite).
Ist das Essen beendet, werden die Stäbchen parallel zueinander auf den Teller gelegt oder werden im Restaurant bis auf 2–3 cm zurück in die Papierhülle, deren Ende man umfaltet, damit leicht erkennbar ist, dass die Stäbchen bereits benutzt wurden, gesteckt. Leere Gläser werden von Tischnachbarn schnell wieder nachgeschenkt. Möchte man nichts mehr, so lässt man einen Rest im Glas.
Männer dürfen am Tisch gemäßigt Suppe schlürfen. Niesen und in der Öffentlichkeit mit einem Taschentuch die Nase schnäuzen stößt in Japan gerade so unangenehm auf wie lautstarkes Nasehochziehen in Europa nicht salonfähig ist. Es gilt als mangelnde Körperbeherrschung und gehört zum Abort.

### Liebe und Zuneigung in der Öffentlichkeit
Von einigen Ausnahmen abgesehen, ist es unüblich, Händchen zu halten, Arm in Arm zu laufen oder ähnliches. Auf Körperkontakt wird im Alltag weitestgehend verzichtet. Jedoch sieht man inzwischen gelegentlich Jugendliche, die sich über diese Regel hinwegsetzen. Küssen in der Öffentlichkeit ist jedoch nach wie vor verpönt und findet nicht statt.

## Ausbildung und Berufliches
Japanische Kinder werden schon früh auf Disziplin getrimmt, damit sie eine erfolgreiche Schullaufbahn hinter sich bringen. Voraussetzung für eine erfolgreiche Berufskarriere ist der Abschluss an einer guten Universität, deren Besuch wiederum eine gute Schulausbildung voraussetzt usw. bis hin zum Kindergarten. Hinter dieser Erziehung stehen meist die Mütter. Der Begriff ist Kyōiku Mama (教育ママ ‚Erziehungsmutter‘). Es gibt aber auch das Wort Mamagon (ママゴン), das sich zusammensetzt aus Mama und dragon (englisch: Drache).
Kennzeichnend für die japanische Arbeitswelt war bis fast zum Ende des 20. Jahrhunderts das Prinzip der lebenslangen Beschäftigung. Aber auch nach der Asienkrise hat sich die hohe Arbeitsmoral der Japaner erhalten. So verzichten nach wie vor viele Angestellte auf den ihnen zustehenden Jahresurlaub aus Loyalität zum Unternehmen und den Kollegen, die dann die anfallende Arbeit mit erledigen müssten. Auch der Krankenstand ist mit 1 Prozent niedrig (Deutschland 2005: 3,3 Prozent), dafür ist Karōshi (Tod durch Überarbeitung) seit Ende der 1980er Jahre ein Medienthema. Die durchschnittlich geleistete Jahresarbeitszeit lag 2005 pro Kopf in Japan bei 1802 Stunden, in Deutschland hingegen bei 1372 Stunden.
Kollegen nehmen an familiären Ereignissen regen Anteil und schaffen dadurch ein Klima der Geborgenheit. Der Preis für diese Geborgenheit ist allerdings auch ein enorm hoher Gruppenzwang.
Zur Corporate Identity gehört auch die Unternehmenshymne, die oft vor Arbeitsbeginn von der Belegschaft gemeinsam im Freien gesungen wird.
Der Begriff Salaryman leitet sich von dem (nicht existierenden) englischen Wort salary man (von englisch salary = Gehalt, man = Mann) her. Er bezeichnet den Büroangestellten eines guten Unternehmens. Früher war es das Ziel von Oberschülern und Studenten, Salaryman in renommierten Unternehmen zu werden. Das änderte sich, nachdem die lebenslange Beschäftigung schrittweise aufgelöst worden war.
Der japanische Begriff für Unternehmen lautet Kaisha. Diese Kaisha beansprucht mehr vom Privatleben ihrer Mitarbeiter als zum Beispiel ein deutsches Unternehmen. Dazu gehört auch das Nomikai, das gemeinsame Trinken mit Kollegen nach Feierabend. Die Kaisha verlangt mehr von ihren Mitarbeitern, bindet sie aber auch vor allem im Rahmen des Ringi seido mehr in die Entscheidungsprozesse ein.
Der Austausch von Visitenkarten (名刺) spielt eine große Rolle. Man nimmt die Visitenkarte mit beiden Händen entgegen und liest sie oder betrachtet sie zumindest symbolisch. Viele Visitenkarten haben je eine Seite mit japanischer und „westlicher“ Schrift. Findet ein Gespräch am Tisch statt, wird die Karte links oben vom Empfänger, mit der Schriftseite für ihn lesbar, abgelegt. Keinesfalls steckt man die Visitenkarten in die Hosen- oder Jackentasche, das gilt als respektlos. Zur Aufbewahrung gibt es Etuis, oder man benutzt das Portemonnaie. Auf fremde Visitenkarten soll man, zumindest im Beisein des Gebers, nichts notieren. Gegenwärtig sind Visitenkarten auf der Rückseite häufig mit einem QR-Code versehen, der alle Informationen kodiert enthält und der mithilfe von Mobiltelefonen ausgelesen werden kann.

## Wohnkultur
Genkan nennt sich der Eingangsbereich zu einer japanischen Wohnung. Betritt ein Familienmitglied den Eingangsbereich, so kündigt es sein Eintreten üblicherweise mit dem Ausruf: „Tadaima“ (ただいま ‚Ich bin wieder daheim, ich bin wieder zuhause‘) an. Die Ankündigung der Rückkehr wird aus dem Haus mit „okaeri“ (おかえり ‚Willkommen daheim‘) beantwortet. Betritt man eine fremde Wohnung, kündigt man sein Kommen durch „ojama shimasu“ (お邪魔します ‚Entschuldigen Sie bitte die Störung‘) an, womit man sich zugleich für die Störung symbolisch entschuldigt. Dieses Procedere empfiehlt sich insbesondere dann, wenn es, wie bei Eigenheimen im japanischen Stil häufig, keine Klingel gibt. Im Genkan werden auch die Schuhe abgestellt, da der (traditionellerweise mit Tatami, also Reisstrohmatten, belegte) Innenbereich des Hauses nur mit Strümpfen oder speziellen Pantoffeln betreten werden soll. Für die Toilette gibt es spezielle „Toilettenpantoffeln“.
Im Gegensatz zu Europa und Amerika dient die Badewanne ausschließlich zur Entspannung. Man wäscht sich, bevor man die Wanne betritt, indem man sich auf einen kleinen Schemel setzt, sich mit Wasser übergießt und dann mit Seife wäscht.
In Japan sind sowohl traditionelle Hocktoiletten als auch Sitztoiletten vorhanden. Letztere verfügen zunehmend über eine elektronische Steuerung von Zusatzfunktionen wie z. B. Bidet, Gesäßdusche und -trocknung und anderes.